# Giancarlo Astrua
Giancarlo Astrua (Graglia, 11 agosto 1927 – Biella, 29 luglio 2010) è stato un ciclista su strada italiano.
Professionista dal 1948 al 1958, abile passista e scalatore, fu terzo al Tour de France 1953 e per due volte quinto al Giro d'Italia.

## Carriera
Nipote del ciclista Battista Astrua, passò professionista nel 1948 con la Benotto e negli anni seguenti vestì anche le maglie di Taurea, Atala e Lygie, distinguendosi soprattutto nelle corse a tappe. Le principali vittorie da professionista furono tre tappe al Giro d'Italia tra il 1950 ed il 1955, il Trofeo Baracchi nel 1952, il Giro di Romagna nel 1953 e una tappa alla Vuelta a España 1956. Fu terzo al Tour de France nel 1953 e al Giro di Svizzera nel 1954. Ciclista tra i migliori della sua generazione, nel Giro d'Italia 1952, miglior momento della sua carriera, indossò la maglia rosa fino all'ottava tappa, quando la perse a causa di una caduta.
Dopo il ritiro avvenuto nel 1958 visse a lungo a Torino, gestendo un negozio di articoli sportivi nei pressi dello Stadio Olimpico. Morì il 29 luglio 2010 all'ospedale di Biella per i postumi di un incidente stradale in cui era rimasto coinvolto un mese prima.

## Palmarès
- 1947 (dilettanti)

Coppa Alberto Pagliano - Torino-Valtournenche
Biella-Santuario di Oropa
- 1949 (Benotto, una vittoria)

Coppa Città di Busto Arsizio
- 1950 (Taurea, una vittoria)

15ª tappa Giro d'Italia (Perugia > L'Aquila)
- 1951 (Taurea, una vittoria)

12ª tappa Giro d'Italia (Rimini > San Marino, cronometro)
- 1952 (Atala-Pirelli, tre vittorie)

7ª tappa Gran Premio del Mediterraneo (Siracusa > Enna)
7ª tappa Vuelta a Castilla (Avila > Toledo)
Trofeo Baracchi (cronocoppie, con Nino Defilippis)
- 1953 (Atala-Pirelli, una vittoria)

Giro di Romagna
- 1954 (Atala-Pirelli, una vittoria)

Gran Premio Industria di Belmonte Piceno
- 1955 (Atala-Pirelli, una vittoria)

5ª tappa Giro d'Italia (Acqui Terme > Genova)
- 1956 (Atala-Pirelli, una vittoria)

12ª tappa Vuelta a España (Saragozza > Bayonne, con la Nazionale italiana)

### Altri successi
- 1949

Circuito di Maggiora
- 1950

Circuito di Borgosesia
- 1952

Classifica scalatori Gran Premio del Mediterraneo

## Piazzamenti

### Grandi Giri
- Giro d'Italia

1948: ritirato
1949: 5º
1950: 25º
1951: 5º
1952: 7º
1953: ritirato
1954: 5º
1955: 16º
1956: ritirato
1957: 15º
1958: ritirato (6ª tappa)
- Tour de France

1953: 3º
1955: 7º
1957: ritirato (11ª tappa)
- Vuelta a España

1956: 12º

### Classiche monumento
- Milano-Sanremo

1951: 14
1952: 37º
1953: 69º
1955: 17º
1956: 76º
1957: 17º
1958: 10º
- Parigi-Roubaix

1951: 32º
- Giro di Lombardia

1948: 8º
1949: 10º
1951: 7º
1953: 16º

### Competizioni mondiali
- Campionati del mondo

Lugano 1953 - In linea Professionisti: ritirato